# Agromyza bicophaga
Agromyza bicophaga är en tvåvingeart som beskrevs av Erich Martin Hering 1925. Agromyza bicophaga ingår i släktet Agromyza och familjen minerarflugor.
Artens utbredningsområde är Tyskland. Arten är reproducerande i Sverige. Inga underarter finns listade i Catalogue of Life.